# Región corporativa de Tunapuna-Piarco
Tunapuna-Piarco (pronunciaciónⓘ) es una región de Trinidad y Tobago.

## Geografía
La región abarca parte de la isla Trinidad y limita al norte con el mar Caribe, al sur con el borough de Chaguanas y la región de Couva-Tabaquite-Talparo, al este con la región de Sangre Grande y al oeste con la región de San Juan-Laventille. Además, la región tiene enclavada el borough de Arima.

## Organización territorial
Consta de setenta localidades:
- Acono Village
- Arima Heights-Temple Village
- Arouca
- Bamboo Grove (parcial)
- Bejucal (parcial)
- Blanchisseuse (parcial)
- Bon Air Development
- Bon Air West Development
- Brasso Seco Village
- Cane Farm
- Carapo
- Caroni Village
- Caura
- Centeno
- Champ Fleurs (parcial)
- Cleaver Road
- Cunupia (parcial)
- Curepe
- D'Abadie
- Dinsley
- Dinsley-Trincity
- El Dorado
- Eric Williams Medical Complex
- Five Rivers
- Frederick Settlement
- Heights of Guanapo
- Kandahar
- Kelly Village
- La Baja
- La Florisante
- La Horquetta
- La Laja
- La Mango Village
- La Paille Village
- La Resource
- La Seiva Village
- Lopinot Village
- Macoya
- Maloney Gardens
- Maracas-St. Joseph
- Maturita (parcial)
- Mausica
- Mount St. Benedict
- Olton Road
- Oropuna Village-Piarco
- Paradise Gardens
- Pasea Extension
- Peytonville
- Pinto Road
- Real Springs
- Red Hill
- Samaroo Village
- Santa Margarita
- Santa Rosa Heights
- Sherwood Park
- Spring Village
- St. Augustine
- St. Augustine South
- St. Helena Village
- St. John's Village
- St. Joseph
- Surrey Village
- Tacarigua
- Trincity
- Tumpuna  Road
- Tunapuna
- Valley View
- Valsayn
- Wallerfield
- Warren Village

## Demografía
Datos demográficos de la región de Tunapuna-Piarco:
| Gráfica de evolución demográfica de Tunapuna-Piarco entre 2000 y 2011 |
|                                                                       |